# Cobras e lagartos
 (срп. Змије и гуштери) бразилска је теленовела, продукцијске куће Реде Глобо, снимана 2006.

## Синопсис
Када милионер Омар Паским сазна да су му дани одбројани, страхује да би његово огромно богатство могло завршити у рукама неког ко га не заслужује. Будући да се никада није женио нити имао деце, потенцијални наследници су његова лукава сестра Милу и нећаци — бескрупулозна Леона, неразумни Томас и симпатична Бел. Богаташ сматра да је управо Бел прави избор за наследницу, али она није заинтересована и чак не разговара са њим, јер сматра да је себичан и похлепан. Са друге стране, Милу са сином Томасом и љубавником Отавијаном смишља план како да се докопа великог богатства свог брата. Омар одлучује да се преруши у обичног радника и под туђим идентитетом открије праве намере људи који га окружују. Схватиће да Леона, осим што жели његов новац, упустила у везу са прорачунатимм Естеваом, дечком своје сестре Бел. Када девојка сазна за издају истрчава на улицу, право испред аутомобила симпатичног Дуде и њих двоје се заљубљују једно у друго. Игром судбине, Омарово богатство неће завршити у Белиним и Дудиним рукама, већ ће га забуном добити лажљиви сиромах Фогињо, чије је право име исто као и Дудино — Данијел Миранда.
Схвативши да ће, када се открије истина, новац припасти Дуди, Леона га заводи и чини све како би уништила живот сестри.

## Улоге
| Глумац:             | Улога:                             |
| ------------------- | ---------------------------------- |
| Маријана Шименес    | Марија Исабел Бел Гонсалвес Паским |
| Данијел де Оливејра | Данијел Миранда Дуда               |
| Каролина Дикман     | Леона Паским Монтини               |
| Лазаро Рамос        | Данијел Миранда Кафе / Фогињо      |
| Таис Араужо         | Елен де Сантос                     |
| Клео Пирес          | Летисија Пашеко                    |
| Франциско Куоко     | Омар Паским / Висентино Переира    |
| Тотија Меирелес     | Силвана Салгадо                    |
| Марилија Пера       | Марија Лусија Милу Паским Монтини  |
| Леонардо Миђорим    | Томас Паским Монтини               |
| Елијана Жијардини   | Ева Падиља / Есмералда             |
| Отавио Августо      | Серафим                            |
| Ерсон Капри         | Отавијано Пашеко                   |
| Анжела Виејра       | Селина Гонсалвез Пашеко            |
| Тања Калил          | Никол / Карла / Лилијан            |
| Кристијана Калаче   | Франсиска Кика Падиља              |
| Марија Маја         | Сандра Миранда                     |
| Луиза Маријани      | Жулија Пашеко                      |
| Валтер Бреда        | Туфи (Туфо)                        |
| Кајки Брито         | Николас Салгадо                    |